# 金丸雄介
金丸 雄介（かなまる ゆうすけ、1979年9月14日 - ）は、日本の男子柔道73kg級選手。段位は六段。身長170 cm。既婚。

## 人物
- 石川県白山市(石川郡旧鶴来町)出身。
- 白山市立北辰中学校、石川県立津幡高等学校を経て筑波大学卒業。
- 現在は学校法人了徳寺学園職員。
- 数々の国際大会出場経験を持ち、北京オリンピック代表になった。しかし、初戦で敗退し、次いで敗者復活戦にも回ったが敗退した。
- 得意技は背負投、袖釣込腰。
- 2008年10月12日、現役引退を正式に発表[1] した。今後は勤務先の了徳寺学園にて後進の指導に当たる。
- 引退後はフジテレビ放送の柔道世界選手権で解説を務めている。
- 2012年からは柔道日本代表の男子コーチに就任することとなった[2]。
- 2022年4月からは了徳寺大学柔道部の監督になった[3]。

## 主な戦績
全て73kg級選手として出場
- 2000年11月：講道館杯全日本柔道体重別選手権大会 優勝
- 2001年4月：全日本選抜柔道体重別選手権大会 優勝
- 2001年9月：世界柔道選手権大会（ミュンヘン） 2位
- 2002年9月：釜山アジア大会柔道競技 準優勝
- 2003年1月：嘉納治五郎杯東京国際柔道大会 優勝
- 2003年2月：ドイツ国際大会 優勝
- 2003年4月：全日本選抜柔道体重別選手権大会 優勝
- 2003年11月：アジア選手権大会（韓国） 準優勝
- 2004年11月：講道館杯日本体重別選手権大会 優勝
- 2005年5月：アジア選手権大会（ウズベキスタン） 3位
- 2005年9月：世界柔道選手権大会（カイロ） 団体戦2位
- 2006年1月：嘉納治五郎杯東京国際柔道大会 3位
- 2006年11月：講道館杯全日本柔道体重別選手権大会 3位
- 2007年2月：フランス国際大会 優勝
- 2007年4月：全日本選抜体重別選手権大会 優勝
- 2007年9月：世界柔道選手権大会（リオデジャネイロ） 3位
- 2007年12月：嘉納治五郎杯東京国際柔道大会 5位
- 2008年2月：ドイツ国際大会 2回戦敗退
- 2008年4月：全日本選抜柔道体重別選手権大会 優勝
- 2008年8月：北京オリンピック出場　初戦敗退、敗者復活戦敗退

## 得意技
- 背負い投げ

## 脚註
1. ↑  金丸雄介が現役引退 スポーツナビ 2008年10月12日閲覧
2. ↑  日本柔道強化メンバー
3. ↑  了徳寺大新監督に金丸雄介氏　大野将平ら指導、北京五輪代表／柔道　サンケイスポーツ　2022年4月11日